# Скользящая глухая петля
Скользя́щая глуха́я петля́ (англ. Double Ring Knot) — регулируемая петля, широко применяемая в быту для стягивания чего-либо. Узел — надёжен, так как не имеет концов, могущих развязаться. В «Книге узлов Эшли» узел описан под номером 1126.

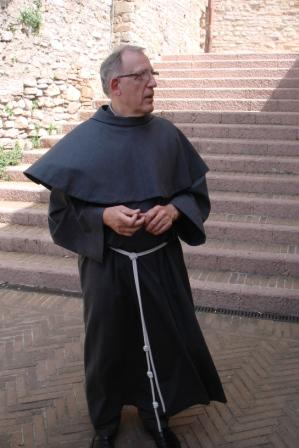
Францисканец-конвентуал в облачении. Скользящая глухая петля удерживает верёвочный пояс-«дисциплину», на конце верёвки — «францисканские» утяжеляющие узлы

Скользящая глухая петля является узлом и завязана вокруг своего же коренного конца троса. Отличают от глухой петли, которая, хотя и имеет схожий рисунок, однако является штыком и завязана на опоре, а если снять с опоры, то теряет форму и распадается.

## Способ завязывания
Существуют несколько способов завязывания скользящей глухой петли — концом верёвки или серединой:
Концом
- Сделать коровий узел на конце верёвки на пальцах руки; вдеть концы в коровий узел

Серединой
- Сделать коровий узел на середине верёвки на пальцах руки; вдеть середину верёвки в коровий узел; расправить узел
- Сделать коровий узел на середине верёвки на пальцах руки; вдеть концы в коровий узел

## Признаки
Плюсы
- Узел — прост
- Узел — надёжен, так как не имеет концов, могущих развязаться (если завязан замкнутой петлёй)
- Узел возможно завязать замкнутой петлёй

Минусы
- Затянутый, трудно развязывать

## Применение
В быту
- Применяют в быту для стягивания мешков
- Применяют в быту монахи для подвязывания верёвочных поясов-«дисциплин» на униформе

В рыболовстве
- Применяют в рыболовстве при ловле крабов[8]